# Коммунистический союз польской молодёжи (1981—1982)
Коммунистический союз польской молодёжи (пол. Komunistyczny Związek Młodzieży Polskiej) — польская ортодоксально-коммунистическая молодёжная организация 1981 — 1982 годов. Действовал в период противостояния правящей компартии ПОРП с независимым профсоюзом Солидарность и военного положения. Стоял на догматично-сталинистских позициях «партийного бетона», агрессивно выступал против «Солидарности», Независимого союза студентов и реформистских «горизонтальных структур». Участвовал в столкновениях военного положения на стороне военно-партийных властей. Распущен решением генерала Ярузельского.

## Организации коммунистической молодёжи
Исторически первый Коммунистический союз польской молодёжи был создан в 1922 как секция Коммунистического интернационала молодёжи. Союз прекратил существование в 1938 после роспуска решением Коминтерна Коммунистической партии Польши (КПП). Польская рабочая партия (ППР), пришедшая к власти в 1944, имела молодёжную организацию — Союз борьбы молодых. В 1948 при создании единой правящей компартии ПОРП был учреждён Союз польской молодёжи (ZMP) — единый комсомол ПНР. В 1957, во время гомулковской Оттепели, ZMP был распущен как наследие сталинистского режима Берута и создан Союз социалистической молодёжи (ZMS). В 1976, уже в «эру Герека», ZMS объединился с сельской и военной молодёжными организациями в Союз социалистической польской молодёжи (ZSMP) — формально самостоятельное движение, реально «комсомол ПОРП». С 1973 существовала Федерация социалистический союзов польской молодёжи (FSZMP), объединявшая ZMS, потом ZSMP с Социалистическим союзом польских студентов (SZSP) и Союзом польских харцеров.
В отличие от ZMP и даже ZMS, в ZSMP практически не велось серьёзной идеологической обработки. Членство в союзе упрощало поступление в вузы и открывало определённые карьерные перспективы. Приверженность коммунизму сводилась к механическому исполнению некоторых ритуалов. Членские массы не оказывали никакого влияния на решения, принимаемые руководством ZSMP и утверждаемые соответствующими инстанциями ПОРП. Практически бездействовала FSZMP.
Объединяя несколько миллионов членов, располагая разветвлённой оргструктурой и поддержкой правящей партии, ZSMP продемонстрировал полное бессилие на фоне забастовочного движения 1980—1981. Стали очевидны безразличие, а часто и отвержение коммунистической идеологии молодыми поляками. В декабре 1980 распалась FSZMP. Рабочая молодёжь вступала в независимый профсоюз Солидарность, крестьянская, хотя в меньших масштабах, примыкала к Сельской Солидарности, учащаяся — к Независимому союзу студентов (НСС). Эти массовые организации имели — объективно или откровенно — антикоммунистический характер.
Но при этом заметная часть населения ПНР (аппарат и актив трёхмиллионной ПОРП, аффилированные госслужащие и интеллигенция, отчасти крестьяне-единоличники и городские самозанятые) оставались сторонниками «реального социализма» и коммунистического государства. Среди них были готовые к активному противостоянию. С осени 1980 происходила консолидация «партийного бетона» и его социальной базы, встревоженной переменами и враждебной движению «Солидарность». Создавались организации коммунистического догматизма — Катовицкий партийный форум философа Всеволода Волчева, Варшава 80 философа Тадеуша Ярошевского, Ассоциация «Реальность» журналиста Рышарда Гонтажа, Познанский форум коммунистов заводского директора Яна Маерчака, Движение щецинских коммунистов писателя Иренеуша Каминьского и десятки других. Этот процесс не обошёл и молодёжную среду.

## Кадры и идеология
Коммунистический союз польской молодёжи (KZMP) был зарегистрирован как общественная организация 10 июня 1981. Регистрация произвела администрация Лодзи. Однако первые организационно-политические шаги были сделаны значительно раньше. Тому способствовал раскол студенческих клубов, существовавших с конца 1970-х в университетах Варшавы, Кракова, Катовице. Сближение клубов с «Солидарностью», НСС, реформистскими «партийными горизонталями» побудило коммунистически настроенных студентов к собственной консолидации. 2 апреля 1981 организация под названием KZMP была учреждена в Катовице. 11 апреля члены студклуба Sigma в Варшавском университете приняли проект декларации и избрали политсовет.
Учредителями KZMP 16 июня выступили полтора десятка представителей из Варшавы, Лодзи, Кракова, Катовице, Вроцлава. Несколько недель ушло на объединительный процесс с ранее созданными группами коммунистической молодёжи — прежде всего в Катовице. Всепольское собрание KZMP состоялось в июле в Лодзи. Были избраны руководящие органы — национальный комитет и президиум. Председателем был избран 34-летний Павел Дарчевский — экономист по образованию, бывший функционер FZSMP и Союза сельской молодёжи, редактор в Национальном издательском агентстве. С октября 1980 Дарчевский состоял в варшавском марксистском клубе «Реальность» (небольшая одноимённая организация, не принадлежавшая к структуре Гонтажа).
По уставу членами KZMP могли быть граждане ПНР в возрасте от 16 до 35 лет (в отдельных случаях допускались исключения), готовые «бороться за творческое воплощение идеи коммунизма и изучать принципы марксизма-ленинизма». Авторы осуждали ZSMP за «потерю коммунистического лица» и провозглашали создания новой, истинно коммунистической организации. В разное время по разным оценкам в KZMP состояли от тысячи до пяти тысяч человек (для сравнения: в НСС — около 70 тысяч). В декларации говорилось, будто организация «отвергает левацкое сектантство и не требует, чтобы все члены были коммунистами». Каким образом этот тезис совмещался с уставными требованиями неясно, поскольку практически все члены KZMP декларировали коммунистические взгляды. KZMP подчёркивал приверженность рабочему классу в его борьбе против «буржуазии и средних слоёв» , но представителей рабочей молодёжи в организации практически не было. Почти все известные лидеры и активисты происходили из семей гуманитарной интеллигенции.
Главным идеологом выступал социолог Генрик Клишко — сын бывшего члена Политбюро и секретаря ЦК ПОРП Зенона Клишко, второго лица при правлении Владислава Гомулки, известного своей ролью в трагических событиях декабря 1970. Клишко-младший, как и Дарчевский, состоял в столичном клубе «Реальность». Идеология KZMP отличалась коммунистическим радикализмом. Активисты демонстративно использовали политический язык, характерный для КПП 1930-х, ППР и ПОРП 1940-х — начала 1950-х и для сталинского СССР. Марксизм-ленинизм и сталинизм в версии KZMP были совершенно несообразны для Польши начала 1980-х. Некоторую утопичность, доходившую до анекдотических форм, признавали сами учредители (выдвигалась, например, идея строительства «контейнерных городков-коммун», населённых исключительно «настоящими коммунистами», лишёнными индивидуальности). Более конкретные призывы касались изъятия «излишков жилплощади», карточного распределения, милитаризации экономики, введения режима ЧП.

Программа KZMP во многом повторяла тезисы, ранее изложенные «взрослыми» догматиками. Декларация содержала немало просто бессмысленных фраз. В целом, KZMP ссылался на традицию коммунистического движения, провозглашал коммунизм главенствующей идеей и призывал к борьбе против «Солидарности».

## В политическом противостоянии
Поначалу инициатива KZMP была настороженно встречена властями. Эпатажность политического стиля вызывала недовольство. За организаторами даже был установлен надзор МВД. Председатель Совета министров и министр национальной обороны ПНР генерал Войцех Ярузельский поручил начальнику армейского Главного политуправления генералу Юзефу Барыле разобраться и взять под контроль. Но в номенклатурных верхах довольно быстро оценили крайнюю агрессивность KZMP в отношении «Солидарности».
Покровительствовать KZMP взялся заведующий социальным отделом ЦК ПОРП Станислав Габрельский — несколькими годами ранее заместитель председателя SZSP и FZSMP. Проявил интерес к KZMP и Болеслав Ящук — посол ПНР в СССР, член Политбюро и секретарь ЦК времён Гомулки, исключённый из партии при Гереке. Его сын Болеслав Ящук-младший состоял в руководстве KZMP и редактировал газету Młody Komunista. К позитивной оценке склонился и главный стратег «бетона» — действующий член Политбюро и секретарь ЦК по идеологии Стефан Ольшовский. Представители KZMP были допущены на IX чрезвычайный съезд ПОРП, несмотря на негативное отношение к ним во многих низовых парторганизациях и настороженность значительной части партаппарата явными карьеристскими амбициями «хунвейбинов».
Главным направлением деятельности KZMP являлась пропаганда через печать, заявления и публичные собрания. В материалах KZMP всячески обличалась «Солидарность» — от пафосных проклятий до карикатур сатирического раздела газеты. Варшавский KZMP требовал от Мазовецкого профцентра «Солидарности» отказаться от помещения штаб-квартиры — «в интересах жителей Варшавы» (при этом не отмечалось ни одного случая, чтобы KZMP предложил аппарату ПОРП передать под школу или больницу здание ЦК, воеводского или городского комитета). Тексты другого рода касались коммунистического идеала и идеального коммуниста: «Настоящий коммунист преобразует общественную потребность в коммунизме в собственное отношение к жизни, выводит индивидуальные потребности из общественной необходимости, полон решимости использовать субъективные возможности в объективных условиях». Велась и организационная деятельность. Молодые коммунисты пытались внедриться в различные общественные структуры. Это, однако, не удавалось из-за гротескно откровенной позиции, отвергаемой большинством поляков.
Режим благоприятствования для KZMP был создан в Варшаве, Катовице и Лодзи. Варшавский и катовицкий партийные секретари Станислав Кочёлек и Анджей Жабиньский были флагаманами «бетона», амбициозный лодзинский секретарь Тадеуш Чехович рассматривал организацию как собственный молодёжный проект. Но репутация KZMP в аппаратной среде подрывалась скандальным расколом и взаимными оскорблениями варшавского и лодзинского центров.

## При военном положении
13 декабря 1981 в Польше было введено военное положение. Власть перешла к Военному совету национального спасения (WRON) — под председательством генерала Ярузельского, совместившего посты главы WRON, первого секретаря ЦК ПОРП, председателя Совмина и министра обороны. В стране фактически установился режим военной диктатуры. Протесты «Солидарности» подавлялись прямым насилием армии, милиции, ЗОМО и госбезопасности.
Большинство организаций «партийного бетона» прекратило деятельность в новых условиях. Однако KZMP составил одно из исключений. Активисты KZMP принимали непосредственное участие в мероприятиях военного режима. Были сформированы группы в помощь военным патрулям. «Комсомольцы» срывали протестные плакаты и листовки, выявляли неблагонадёжных. В нескольких случаях они отчитались перед военными о срыве намеченных забастовок. Такие действия иногда встречали отпор: в Люблине члены KZMP были избиты неизвестными.
Павел Дарчевский вновь пытался пролоббировать официальный статус KZMP как молодёжной организации ПОРП — вместо ZSMP. Это вновь вызвало недовольство высоких партийных инстанций. Заметив это, Дарчевский сослался на достижение 35-летнего возраста и, не дожидаясь проблем, вышел из организации. На председательском посту его сменил один из основателей KZMP Здзислав Смендзик.

## Закрытие
Конфликт с властями обострился из-за плана «комсомольцев» провести в марте 1982 свой съезд, приуроченный к 60-летию основания исторического KZMP. Власти посчитали мероприятие нецелесообразным. Самонадеянные руководители KZMP вознамерились проигнорировать запрет. Тогда Ярузельский отдал прямое распоряжение: заблокировать в административном порядке. Он высказал сожаление, что «смелая молодёжь сама высокомерно испортила дело» — но о неподчинении не могло быть речи. Никакие прежние заслуги при таких обстоятельствах не учитывались. Стефан Ольшовский высказался в том плане, что необходимость в KZMP отпала. Из ЦК последовал недвусмысленный намёк на желательность самороспуска.
С мая 1982 деятельность организации фактически прекратилась. Во главе национального комитета KZMP был поставлен Роман Склепович — активист объединения «Грюнвальд» и офицер военной спецслужбы. По его предложению на последнем заседании 9 декабря 1982 было принято (18 голосами против 2) решение о самороспуске KZMP и «присоединении членов к структурам ПОРП». На следующий день президент (мэр) Лодзи Юзеф Невядомский издал постановление об исключении KZMP из государственного реестра ассоциаций и союзов.
В современной Польше политический феномен KZMP рассматривается не только как радикальная разновидность догматичного «бетона», но и как своего рода гротеск. Аналогично воспринимается деятельность ортодоксально-коммунистических групп в Третьей Речи Посполитой. Активистом одной из таких групп — партии Союз польских коммунистов «Пролетариат» — является Болеслав Ящук-младший.